# نقد دولت آمریکا
دولت فدرال ایالات متحده آمریکا در طول سال‌ها با نقدهای زیادی در خصوص ساختار، سیاست‌ها، تصمیمات و اعمال خود روبرو بوده‌است. این انتقادها شامل    مواردی نظیر حمایت از دیکتاتورها، دخالت در امور داخلی دیگر کشورها، نادیده‌گرفتن حقوق بشر و قوانین بین‌المللی، جنگ‌طلبی، تأثیرپذیری منافع ملی از منافع اقتصادی افراد و گروه‌ها، خودبرتربینی و تزویر در سیاست خارجی،[پرونده های قضایی برخی از روسای جمهور]] وکم‌تأثیر بودن کنگره در سیاست خارجی، قدرت بیش از اندازه رئیس‌جمهور، امکان انتخاب رئیس‌جمهورهای بی‌کفایت و دشوار بودن روند عزل آن‌ها می‌باشد.